# 哲學飛將碁

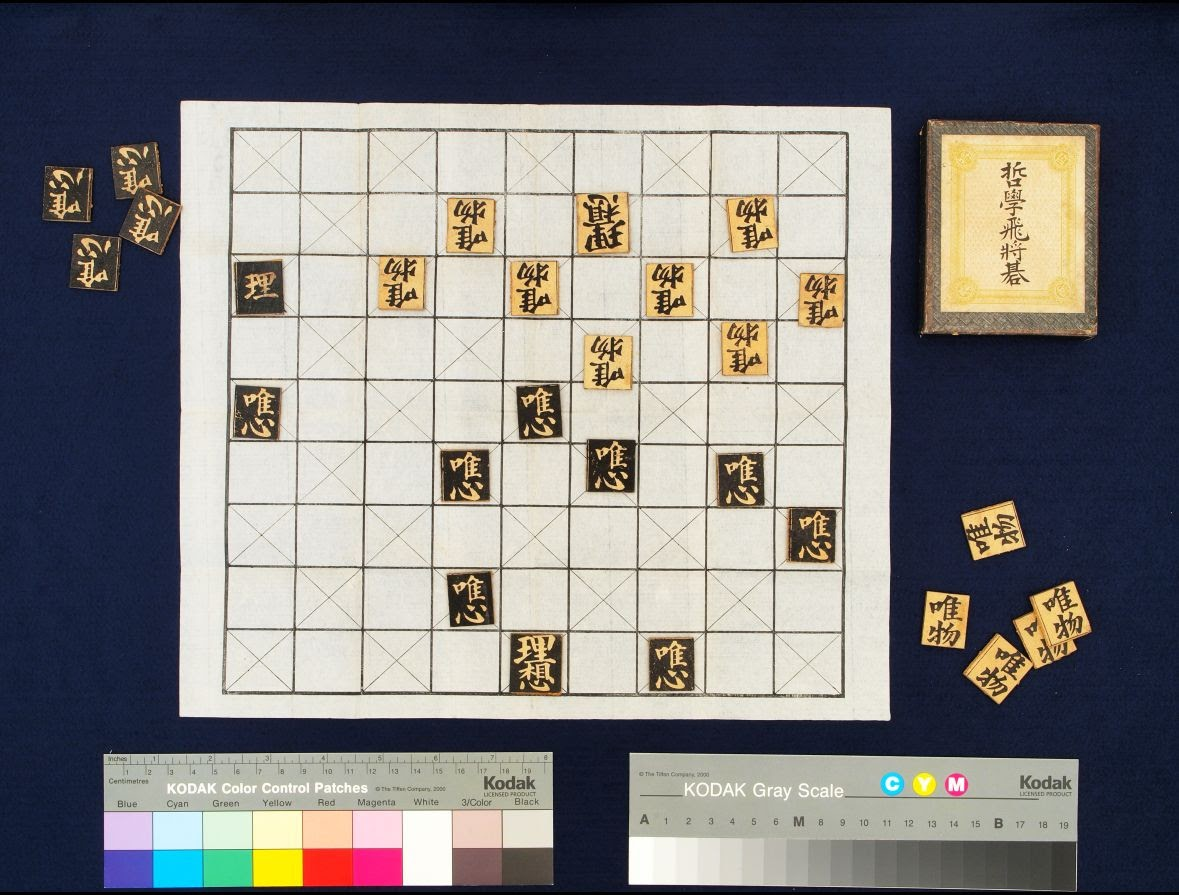

哲學飛將碁，是日本哲學家井上圓了約1890年推出基於英國跳棋的兩人跳王棋類遊戲。

## 棋具
- 棋盤為9*9方格，同西洋棋棋盤交錯深淺格。
- 一方稱為唯心；另一方稱為唯物。
- 棋子有國王、兵、王子三種。
  - 國王每方一枚，又稱為理想。
  - 兵每方十七枚。
  - 王子為兵的升級棋，又稱為理。

## 規則
- 王放在己方底橫行的深色中間格。其餘兵皆放在離己方最近的第二、三橫行的深色格。

- 每回合玩家可能有二種行動，以跳吃為優先：
  - 跳吃：若條件符合，必須連跳吃。跳過敵棋完後，才把該些敵棋移出棋盤。
    - 兵跳過一枚前斜鄰格的敵棋，落到後者的第一個空格。
    - 國王、王子跳過一枚斜鄰格的敵棋，落在後者的第一個空格。

  - 無法跳吃時，移動一枚己棋。王、兵只能移至空位處。
    - 兵僅能朝前斜移動一格。
    - 國王、王子以斜向移動一格。
- 升變：當回合結束兵停在敵方底行時，擁有方升級成王子。

- 消滅敵棋的國王或是讓敵棋無法移動者勝。

## 外部連結
- 哲学飛将碁指南 Archive.today的存檔，存档日期2012-12-19